# Тактика бега на длинную дистанцию
«Тактика бега на длинную дистанцию» — советский художественный кинофильм (1978). Премьера состоялась 16 июля 1979 года. Герман Климов, автор сценария, посвятил его «братьям Знаменским, погибшим на фронтах Великой Отечественной»

## Сюжет
Великая Отечественная война. Врач партизанского отряда Иван Русак — «щупловатый очкарик с доброй улыбкой» — идёт с провожатым в соседний отряд, чтобы позаботиться о тамошних раненых: врач этого отряда, отправившийся принять роды у жительницы расположенного поблизости села, был схвачен немцами вместе с его медицинскими инструментами. Иван не спал несколько суток и время от времени «выключается» из реальности — спит на ходу, с открытыми глазами, игнорируя попытки провожатого заговорить с ним.
Прибыв в отряд, Иван встречает своего давнего друга — чемпиона страны по бегу Сергея Ярцева. Сергей ранен — и Иван быстро ставит другу диагноз: гангрена. Чтобы спасти ему жизнь, нужно срочно ампутировать простреленную ногу. Пользуясь подручными средствами — самогоном как обезболивающим и стерилизующим средством, и переточенной согласно его инструкциям двуручной пилой, — Иван при помощи двух партизан выполняет другу ампутацию.
Время от времени Иваном овладевают воспоминания. Сергей был не только его другом, но и спортивным соперником. Оба были одержимы бегом: Иван часто приходил вторым, жертвуя собственной победой, чтобы измотать остальных соперников и тем самым позволить Сергею вырваться вперёд.
Отряд собирается через пару часов перебазироваться на новое место стоянки. Ивану выделяют коня; он садится в седло и отправляется в обратный путь — но вскоре напарывается на отряд карателей. Огнём фашистов ранены его конь и он сам; падая с коня, он роняет свой пистолет. Немецкий офицер приказывает солдатам прекратить огонь: заядлый охотник, которому «не впервой ходить по кровавому следу», ожидает, что раненый Иван побежит в отряд и тем самым приведёт немцев в его расположение. Карательный отряд преследует Ивана на безопасной дистанции.
Пробежав за Иваном значительное расстояние и выбившись из сил, немцы осознают, что оказались на том же самом месте, с которого начинали погоню: Иван воспользовался своим любимым спортивным приёмом — измотал и задержал преследователей, тем самым дав отряду время покинуть место стоянки. Разъярённые гитлеровцы спускают на Ивана собак — и тот достаёт из кобуры прихваченную «на всякий случай» гранату.
Через много лет постаревший Сергей даёт интервью на стадионе. Он вспоминает сделанную ему в партизанском госпитале операцию и Ивана, пропавшего без вести.

## В ролях
| Актёр              | Роль                              |
| ------------------ | --------------------------------- |
| Эммануил Виторган  | немецкий офицер                   |
| Лариса Удовиченко  | Вера Ярцева                       |
| Георгий Корольчук  | Иван Русак                        |
| Виктор Зозулин     | Сергей Ярцев                      |
| Галина Комарова    | партизанская медсестра Маша       |
| Владимир Носик     | Михаил Адамчик партизан-проводник |
| Александр Пятков   | партизан Матвей                   |
| Анатолий Голик     | раненый в голову партизан         |
| Евгений Зосимов    | пожилой партизан                  |
| Евгений Казаков    | партизан                          |
| Игорь Кан          | немец                             |
| Пётр Кононыхин     | партизан                          |
| Владимир Козелков  | эпизод                            |
| Виталий Киселёв    | немец                             |
| Александр Лукьянов | партизан Степан                   |
| Григорий Маликов   | эпизод                            |
| Николай Маликов    | раненый в голову партизан         |
| Виктор Шульгин     | партизан                          |
| Виктор Маркин      | раненый с костылём                |

## Съёмочная группа
- Режиссёры: Рудольф Фрунтов, Евгений Васильев[1]
- Сценарист: Герман Климов
- Операторы: Константин Супоницкий, Евгений Васильев[1]
- Композитор: Михаил Зив
- Художник-постановщик: Ирина Лукашевич
- Костюмы: А. Збарская
- Звукооператор: В. Беляров
- Дирижёр: А. Петухов

## Награды
- 1979 год — Всесоюзный фестиваль спортивных фильмов в Ленинграде — серебряная медаль.[1]

## Оценки
Автор сценария Г. Климов не первый раз не без успеха пытается раскрыть скобки уже упоминавшийся нами весьма непростой формулы «спорт — модель жизни». Сценарий он строит жёстко, причем весьма скромно в сюжетном, зато полнокровно в эмоциональном отношении. Режиссеры Е. Васильев и Р. Фрунтов, прекрасно дебютировавший в кино театральный актер Г. Корольчук так убедительно воплотили на экране образ воина-спортсмена, создали настолько жизненный психологический портрет, что аналога ему и не сыщешь в кинематографе, который хоть и не столь часто, как того заслуживала тема, но все же пытался браться за эту благородную задачу. Проблемы спорта, гражданственности, патриотизма, героизма, жертвенности слиты в единый монолит. Красота истинной победы показана без ненужного упрощения, подлинная патетика фильма взывает к самым высоким чувствам. Нам кажется, что «Тактика…» не добрала до первого, золотого места каких-то сотых долей балла. Был сбой в несколько нарочитом желании героя неизменно лидировать (но никогда не занимать первого места!) на дорожках мирных стадионов. Зачем это? Чтобы ярче оттенить его победный бег в бессмертие? Но он попросту не нуждается в таком гандикапе. Совсем чуть-чуть подвело желание помотать по партизанским тропам слишком большой отряд фашистов. В общем, небольшие передержки. Но коль скоро фильм не только о войне, а и о спорте, в котором, как известно, победу присуждают судьи, видящие и знающие гораздо больше обыкновенных зрителей, то создателям киноленты остается только согласиться с их решением.